# رشته‌کوه کورای
رشته‌کوه کورای (به لاتین: Kuray) یک رشته‌کوه در روسیه است که در جمهوری آلتای واقع شده‌است. رشته‌کوه کورای ۳٬۳۶۷ متر بالاتر از سطح دریا واقع شده‌است.